# Colecția de Istorie a Teatrului, Muzicii și Cinematografului „Iosif Sârbuț"
Colecția de Istorie a Teatrului, Muzicii și Cinematografului „Iosif Sârbuț" este un muzeu județean din Arad, amplasat în Str. Horia nr. 10. Baza colecției o constituie cele 25.000 de piese adunate de Iosif Sârbuț și donate de către acesta muzeului în 1976. Personalitate bine cunoscută în cercurile culturale arădene, Iosif Sârbuț s-a născut în 1912, într-o familie de români de lângă localitatea maghiară Gyula. Nu a avut studii de specialitate, fiind angajat la Teatrul din Arad, încă din anul 1930, în calitate de mașinist de scenă, funcție pe care a deținut-o până la pensionare. Pasionat de istoria culturală arădeană, a colecționat vreme de decenii, mii de materiale muzeale din toate domeniile culturii, dar cu predilecție cele de natură teatrală. La un moment dat conducerea Teatrului de Stat din Arad i-a oferit patru camere în incinta instituției, în care Iosif Sârbuț a organizat și condus un Muzeu al Teatrului din Arad. În 1976, aceeași conducere a desființat compartimentul muzeal ceea ce l-a convins pe colecționar să doneze colecția Muzeului Județean Arad.În 1986, colecția a fost mutată în depozitul de lângă sala Clio. În perioada 1990 - 2000, au fost organizate opt expoziții temporare cu piese din colecție. Colecția se află într-un depozit amenajat în incinta clădirii de pe str. Gh. Popa de Teiuș nr. 2 - 4. Construită în 1909 ca sediu administrativ, ea a fost transformată, în 1984, în sediul secției de artă a Complexului Muzeal Arad, adăpostind, în același timp, biblioteca județeană și sala de expoziții temporare a muzeului (sala Clio). Atât sala Clio, cât și depozitul (situat lângă aceasta) au fost renovate radical în 2004. Colecția cuprinde peste 25.000 piese datând din secolele XIX - XX: afișe originale în diverse formate, plachete-invitații, cataloage, cărți de teatru, reviste teatrale, muzicale și cinematografice din Arad, fotografii cu artiști ai teatrului și din spectacole, partituri muzicale manuscrise sau tipărite, diverse obiecte de recuzită teatrală, instrumente muzicale, tablouri-portrete ale unor personalități culturale arădene, costume din spectacole, aparate pre-cinematografice și cinematografice etc. Dintre acestea sunt de menționat: statutul, regulamentul de funcționare și programa de studiu a Conservatorium-lui din Arad (1833 - a șasea instituție de acest tip din Europa); afișe ale unor spectacole jucate pe scena Teatrului Vechi din Arad (1817 - primul teatru de pe actualul teritoriu al României) în perioada 1833 - 1871, dintre care se remarcă cele ale unor trupe austriece, maghiare și românești (M. Pascaly - 1868, M. Millo - 1870/71); placheta-afiș a filmului Războiul de Independență (1913 - realizat de Grigore Brezeanu), film proiectat la cinematograful Urania, amenajat în 1907 în clădirea Teatrului Vechi; filme pe celuloid realizate la Arad în 1913 (Nunta pe Strada Mare; Răzbunarea lui Napoleon); pianul la care a concertat Franz Liszt la Arad (1846) și donat de către compozitor Conservatorium-ului (pianul este expus în foaierul Palatului Cultural).
Colecția se află într-un depozit amenajat în incinta clădirii de pe str. Gh. Popa de Teiuș nr. 2 ? 4. Construită în 1909 ca sediu administrativ, ea a fost transformată, în 1984, în sediul secției de artă a Complexului Muzeal Arad, adăpostind, în același